# Колона
 Тази статия е за конструктивния елемент.  За градчето в Централна Италия вижте Колона (Италия).  
Колоната е вертикален конструктивен елемент, който пренася, основно чрез натиск, натоварванията от конструкцията над него към конструктивните елементи под него. Колоните често се използват, за да поддържат греди или арки, върху които лежат тавани или стени. Възможно е колоната да няма само носеща роля, а да изпълнява декоративна или триумфална функция (да поддържа статуя).

## История
В древен Египет, около 2600 пр. Хр., архитектът Имхотеп използва каменни колони в пирамидата на Джосер, чиито повърхност е изсечена в органични форми – на снопове тръстика. Те нямат носеща функция, а само декоративна – вградени в стените, те внушават здравина. В по-късната египетска архитектура шлифованите цилиндри са често срещани. В храма на Амон-Ра в Карнак колоните са максимално разгънати и имат база, тяло, капител и абак. Капителите по това време включват растителни мотиви (лотос, палма, папирус).
Едни от най-сложните колони в древността са тези в Древна Персия, по-конкретно масивните каменни колони в Персеполис. Ярък пример на персийската архитектура е залата на стоте колони в Персеполис, заемаща площ от 1400 квадратни метра, построена от ахаменидския цар Артаксеркс I (465 – 424 г. пр. Хр.). Те включват скулптури на двойки бикове в своите капители – характерен белег и за капителите в Месопотамия са животинските орнаменти. Месопотамските дворци имат и най-високите колони.
Интересен пример са колоните от остров Крит – противно на традицията, колоните са издигани с по-широката си част нагоре (обърнат пресечен конус) и са оцветени по различни начини. Впоследствие, в Древна Гърция се оформят трите ордера (организационни системи) на класическата архитектура, а именно дорийският, йонийският и коринтският. По-късно италианската теория и практика добавя през XVI век тосканския и композирания, които са съответно опростен вариант на дорийския и по-обогатена разновидност на коринтския стил.

## Конструкция на колоните
Колоните могат да имат различна конструкция. Някои се създават изцяло от един камък, обикновено чрез въртене на апарат, подобен на грънчарско колело. Подобни колони са едни от най-тежките каменни елементи, използвани в архитектурата. Други колони се сглобяват от няколко каменни части, споени с хоросан или олово или сухо свързани. На много класически строежи частите на колоните са издялани с дупка или вдлъбнатина в средата, за да могат да бъдат вклинени една в друга посредством каменни или метални спойки. По-напред във времето, колоните се конструират чрез изливане на цимент, или са иззиждани и облицовани с камък.
Дизайнът на повечето декоративни колони използва ентазия, планирано намаляване на диаметъра с увеличаването на височината на колоната, така че горния диаметър е 83% от долния. Този похват имитира паралаксовите ефекти, които окото очаква да види и кара колоните да изглеждат по-дълги, и евентуално по-прави, отколкото всъщност са.
Съвременните колони най-често са конструирани от стомана или стоманобетон. После те се облицоват с декоративно покритие (или облицовка) или се оставят в суров вид.

## Елементи на декоративните колони
База
База се нарича основата, долната опорна част от колоната. Върху базата стъпва и се издига тялото на колоната, което най-горе завършва с капител. В различните времена и стилове базата има различна форма – цилиндрична, във форма на паралелепипед, на пресечен конус и други. Дорийската колона стъпва направо върху подножието – без база. Йонийската база се състои от 3- до 7- стененен крепсис и пета. Петата бива атическа (степени: торус, трохилос, торус) и азийска (абак, трохилос, торус). Коринтската база е като йонийската атическа, като при нея в основата на петата се добавя и абак. В римското изкуство като се използва коринтската база.
Тяло
Капител
Капителът е горната уширена част на колоната. Оформянето на капитела в античната архитектура зависи от вида на класическия архитектурен ред.